# Bert Achong
Bert Geoffrey Achong (6 décembre 1928 - 28 novembre 1996) est un pathologiste né à Trinidad et connu pour avoir co-découvert le virus d'Epstein-Barr grâce à l'utilisation de la microscopie électronique.

## Carrière
Bert Achong est né à Trinité-et-Tobago et est d'origine chinoise. Après avoir excellé à l'école à Trinité-et-Tobago, il reçoit la médaille d'or Jerningham et la bourse coloniale pour étudier en Europe.
Il déménage en Europe à 18 ans et s'inscrit à l'University College Dublin, où il obtient son diplôme de médecine en 1953. En 1955, il s'installe à Londres et travaille au Lambeth Hospital de Londres en pathologie clinique.
En 1963, il rejoint le groupe de recherche de Michael Anthony Epstein au Middlesex Hospital. Il part avec Epstein au Département de pathologie de l'Université de Bristol en 1968, où il est un conférencier apprécié sur la pathologie cellulaire jusqu'à sa retraite en 1985. Il est décédé d'une tumeur du cerveau en 1996.

## Virus d'Epstein-Barr
Bert Achong, Michael Anthony Epstein et Yvonne Barr ont découvert le premier spécimen de virus cancérigène humain. Ils ont publié la découverte du virus d'Epstein-Barr (EBV) dans The Lancet le 28 mars 1964.
Le rôle de Bert Achong dans la découverte du virus était de préparer et d'examiner des cellules en culture préparées à partir d'échantillons de lymphome de Burkitt par microscopie électronique,.

## Virus mousseux
En 1971, il fait une autre découverte majeure, le virus mousseux humain (en). Cela s'avère être le premier exemple d'un rétrovirus infectant naturellement les humains.